# 포토게이트
포토게이트는 광학적인 방법으로 물체의 운동을 측정하는 기구이다. 포토게이트로 발광 다이오드를 쓰고 광검출기로 광다이오드 또는 광트랜지스터를 써서 서로 마주보게 위치 시킨다. 그 사이로 물체가 지나가게 되면 이미터로부터의 빛을 차단하게 되어 광검출기를 변화시킨다. 포토게이트에는 계수기가 있어 변화되는 시간 간격을 측정할 수 있다.
측정시 2개의 포토게이트가 하나의 셀을 이룬다. 물체가 첫 번째 포토게이트를 통과하면서 시간이 측정되고, 두 번째 포토게이트를 통과하면서 시간이 또 측정된다. 두 포토게이트 사이의 거리와 두 측정시간의 시간차를 이용하면 물체의 평균속력을 알 수 있다.